# Biedaszków (Ozorków)
Biedaszków – część miasta Ozorkowa w województwie łódzkim, w powiecie zgierskim, do końca 1987 samodzielna wieś. Ma peryferyjne położenie względem centrum Ozorkowa. Leży na północnym zachodzie miasta, w okolicy ulicy Zielonej.

## Historia
Dawniej samodzielna miejscowość (kolonia). Od 1867 w gminie Piaskowice w powiecie łęczyckim. W XIX wieku Biedaszków liczył 42 mieszkańców. W okresie międzywojennym należał do w woj. łódzkim. W 1921 roku liczba mieszkańców wynosiła 57. 1 września 1933 utworzono gromadę Śliwniki Nowe w granicach gminy Piaskowice, obejmującą: kolonię Śliwniki, wieś Śliwniki, wieś Biedaszków, kolonię Piaskowice, wieś Rózin i wieś Zelgoszcz. Podczas II wojny światowej włączone do III Rzeszy.
Po wojnie Biedaszków powrócił do powiatu łęczyckiego w woj. łódzkim, nadal jako składowa gromady Śliwniki Nowe, jednej z 11 gromad gminy Piaskowice. 21 września 1953 gminę Piaskowice przemianowano na Parzęczew. W związku z reorganizacją administracji wiejskiej jesienią 1954, Biedaszków wszedł w skład nowej gromady Solca Wielka. W 1971 roku ludność zespołu miejscowości Śliwniki (Biedaszków i Śliwniki) wynosiła 86.
Od 1 stycznia 1973 w nowo utworzonej gminie Ozorków w powiecie łęczyckim. W latach 1975–1987 miejscowość należała administracyjnie do województwa łódzkiego.
1 stycznia 1988 Gębice (19,00 ha) włączono do Ozorkowa.